# Deadlight
Deadlight (en español Luz muerta)  es un videojuego de terror de plataformas de tipo desplazamiento lateral, lanzado en el año 2012, perteneciente al género de Horror de supervivencia cinematográfica, disponible para las consolas Xbox 360 y Microsoft Windows, desarrollado por Tequila Works y publicado por Microsoft Studios. Fue lanzado para Xbox 360 a través de Xbox Live Arcade el 1 de agosto de 2012, y para Windows a través de Steam el 25 de octubre de ese mismo año. En 2014, Deadlight estuvo disponible de forma gratuita para los suscriptores de Xbox Live Gold del 16 al 30 de abril.
El videojuego se ubica en la ciudad de Seattle en el año1986, el juego cuenta la historia de Randall Wayne, un exguardia forestal que sale en busca de su familia en las secuelas de un apocalipsis zombi. Concebido como un recuerdo de los juegos sidescrolling clásicos de la década de 1980 y principios de 1990, como el Prince of Persia, Another World y Flashback: The Quest for Identity, Deadlight recibió reseñas mixtas, con muchos críticos elogiando los gráficos, la atmósfera y la trama, pero criticando los controles, la brevedad y la linealidad. 

## Jugabilidad
Deadlight es un videojuego de desplazamiento lateral en 2.5D en el que el personaje del jugador puede moverse solo de izquierda a derecha y de derecha a izquierda, y no es capaz de acceder a todos los ambientes de la trayectoria alineada. El juego consiste en rompecabezas que el jugador debe resolver en su intento de evitar las muchas «sombras» (zombis) que se encuentra. Se aconseja a los jugadores evitar sombras en lo posible, y tratar de no participar en combate. Cuando el combate es inevitable, el jugador puede utilizar ataques cuerpo a cuerpo con un hacha de fuego, que consume la resistencia, o más tarde, se puede usar un revólver, y luego una escopeta, aunque la munición para ambas armas es extremadamente limitada. El jugador también obtiene acceso a un tirachinas. Sin embargo, esto no se puede utilizar en combate, y se utiliza en lugar de la solución de rompecabezas. Hay solo un pequeño número de ocasiones en las que es completamente necesario el combate sin embargo, y durante todo el juego, el énfasis de la jugabilidad sigue siendo en gran medida de evitar las sombras. 
El personaje comienza con tres puntos de salud que pueden ser repuestos mediante el uso de equipos de primeros auxilios. El número de puntos de salud puede aumentar por un solo punto si el jugador puede encontrar power-ups. Correr y el combate cuerpo a cuerpo agotan la resistencia del jugador, haciendo que la imagen de pantalla se vuelva borrosa y el jugador se vea obligado a parar para recuperar el aliento. Como con el medidor de la salud, la resistencia disponible se puede aumentar también por potenciadores. Al contrario que la salud, la resistencia se rellena con el tiempo. El juego contiene muchos artículos coleccionables ocultos esparcidos a lo largo de sus niveles. Algunas son las entradas al diario del jugador, que revela más sobre su historia a fondo. Otros son objetos personales perdidos por las personas en los primeros días del brote. Una colección recurrente se presenta en forma de tarjetas de identificación, todas ellas con el nombre de los asesinos en serie (como John Wayne Gacy, Albert DeSalvo, Aileen Wuornos y Jeffrey Dahmer), aunque la identificación con foto en las tarjetas cuentan con miembros del personal de Tequila Works.

## Argumento
El juego tiene lugar en la ciudad de Seattle en el año 1986 después, de la destrucción casi total de la sociedad a raíz del brote de un virus que reanima a los muertos. Randall Wayne, un guardabosques del parque de la ciudad de Esperanza en Canadá, es un sobreviviente del evento, y ya que se ha separado de su esposa Shannon y su hija Lydia. Randall ha llegado a Seattle debido a los informes que se encuentra dentro de la ciudad es la última que queda "Punto Seguro", en el noroeste del Pacífico, y él está convencido de que aquí es donde Shannon y Lydia han llegado. Acompañado de su amigo y compañero de guardaparques, Ben Parker, Randall ha unido ya con un grupo de otras tres personas; un oficial de policía de edad avanzada llamado Sam y dos hermanas gemelas, Stella y Karla. 
Al comenzar el juego, Randall acaba de disparar Karla en la cabeza, ya que ha sido mordido y está a punto de convertirse en una sombra. Como Sam y Stella regresan al almacén en el que se han refugiado, el edificio es atacado por las sombras que han sido atraídos a ella por el disparo. El trío huye a través de una claraboya, pero los descansos de la escalera antes de Randall se puede seguir, y lo que él les dice que llegar al punto de seguridad, y se reunirá con ellos allí, recordándoles que deben permanecer en el puesto de observación para su familia. 
Randall se escapa el depósito y se dispone a través de la ciudad en ruinas. Pronto se entera de un grupo de milicianos violenta que se hace llamar La Nueva Ley, que matan a alguien que no va a unirse a ellos. Después de encontrar la camioneta de Sam se estrelló en el lado de la carretera, Randall se encuentra con Sam en una tienda cercana. Está gravemente herido y sangrando hasta la muerte. La furgoneta había sido emboscado por La Nueva Ley, que tomó Ben y Stella con ellos y se fue Sam por muerto. Sam le dice a Randall que el punto fuerte no es real, pero es en realidad una trampa tendida por la Nueva Ley, con la esperanza de atraer a los sobrevivientes, por lo que puede matar a ellos y tomar todos los suministros que puedan tener. Después de que Sam muere, Randall establece, decidido a rescatar a su familia y amigos de la Ley nueva. 
Mientras se dirige hacia el punto seguro, está acorralado por una manada de las Sombras. Sin embargo, antes de que puedan atacar, una mano se extiende a partir de una boca de hombre y lo arrastra hacia abajo en las alcantarillas. Randall comienza a tener extraños sueños y flashbacks de su vida antes del estallido, mezclado con recuerdos vagos de regresar a su casa sobre la aparición de las Sombras. Despertar en las alcantarillas, Randall se encuentra con el "Rat"; un extraño anciano que ha convertido el sistema de alcantarillado en una elaborada serie de trampas explosivas para matar Sombras y La Nueva Ley, en caso de que aventurarse hacia abajo. The Rat dice Randall que si él puede hacerlo a través de las trampas, que le ayudará a encontrar a sus amigos. Cuando Randall hace, la Rata le dice que su hijo adolescente no se encuentra, y le pide a Randall a traerlo a casa. La rata promete Randall que va a buscar a su familia y amigos, y revelar lo que sabe sobre el regreso de su hijo. 
Randall está de acuerdo y se exponen a la superficie para buscar al chico. Después de chocar una furgoneta, Randall se pone en contacto vía radio por un desconocido, quien lo guía para la seguridad en el tejado del edificio. La persona es el hijo de la Rata, que estaba en busca de comida, cuando fue atacado por la nueva ley. Como Randall y el hijo hablan, aparece un helicóptero Nueva Ley, abriendo fuego contra ellos. Huyen, y eventualmente regresan a las cloacas, con lo cual la rata dice Randall que Ben y Stella se encuentran en un estadio deportivo cercano, que se celebró por la nueva ley. La rata no ha sido capaz de averiguar algo sobre la familia de Randall, sin embargo.
Randall se dirige al estadio, la búsqueda de Ben haber sido torturado por la Nueva Ley, que dejan una sombra a matarlo. Randall rescata a Ben, quien le dice que la nueva ley ha tomado Stella al punto seguro. Después de la adquisición de suministros médicos para Ben, se dirigen al punto de seguridad a través de un helicóptero. Sin embargo, en el camino, Ben pierde el conocimiento y los accidentes de helicóptero. Ben es asesinado, pero Randall sobrevive, con el tiempo por lo que es el punto fuerte. Es capturado por la Nueva Ley, pero logra escapar, y se dispone a rescatar a Stella. Lo hace, y con el fin de cubrir su escape en la instalación, Randall se apaga el generador de energía, permitiendo que las sombras para penetrar las instalaciones, matando a muchos soldados nueva ley en el proceso. Randall y Stella llegan a un muelle, pero están acorralados por un grupo de las Sombras. Stella le ruega a Randall para matarla, que le hace recordar un recuerdo reprimido; al regresar a su casa en Canadá después del brote, se encontró con que solo tenía dos balas en su arma. Como la casa estaba bajo el asedio de las Sombras, Shannon le rogó que matarla y Lydia. Con gran renuencia, Randall lo hizo. Después de haber recordado el incidente, él se niega a repetirla matando Stella, en lugar de decirle que ella debe sobrevivir y nunca perder la esperanza. Rompiendo la madera del muelle, Randall envía Stella en el agua, donde se llega a un velero cerca y se aleja. Randall le pide perdón a su hija fallecida, que aparece delante de él, ya que se lamenta de que él debería haber muerto con ella. Sin embargo, él está feliz de que van a estar juntos de nuevo pronto. A medida que la horda de raza sombras hacia él, Randall acepta su destino, y el juego termina. 
En un final alternativo, desbloqueable al completar el modo Nightmare, se revela que Randall es un asesino. Mató a Karla a pesar de que no fue mordido, se sofocó Sam sobre él encontrar en la tienda, y se ahogó Ben en el helicóptero. El juego termina con Randall luchando para llegar a un acuerdo con quien realmente es.

## Desarrollo
Deadlight se anunció por primera vez el 18 de enero de 2012 como una entrega exclusiva de Xbox Live Arcade, que se lanzaría durante el período anual de Verano de Arcade. Microsoft Studios reveló que publicarían el juego, que estaba siendo desarrollado por la empresa Tequila Works. Aunque Deadlight fue el debut de Tequila Works, el equipo de desarrollo incluyó personas que habían trabajado en series como Commandos y MotorStorm, así como juegos como Overlord II, Heavy Rain, Castlevania: Lords of Shadow y Diablo III. Al día siguiente, unse publicó el avance de teaser, con un demo disponible el 5 de marzo. Hablando de la demo, Martin Robinson de Eurogamer notó la similitud entre el movimiento y las animaciones de Randall Wayne y los protagonistas del cine clásico de plataformas como Another World y Flashback.

## Recepción
Tras la publicación, Deadlight recibió críticas regulares, con la (mucho menos ampliamente revisado) versión para PC generalmente vista como superior a la versión de Xbox. En Metacritic, la versión de Xbox tiene un marcador global de 68 sobre 100, basado en 79 críticas, mientras que la versión para PC tiene un récord de 78, basado en siete estudios. En GameRankings, la versión de Xbox tiene un puntaje de 68,10 %, basado en 52 críticas, y la versión para PC tiene un récord de 86,50%, sobre la base de dos exámenes.
Los comentarios positivos tendían a centrarse en los gráficos, la atmósfera y la historia, mientras que las críticas negativas a menudo citan la brevedad y la linealidad del juego, y problemas con la capacidad de respuesta de los controles. 
De Game Informer Tim Turi quedó impresionado con el juego, anotando 8 de cada 10, y la escritura: «Justo cuando crees que hemos visto todo lo que el género zombie tiene para ofrecer, una nueva aventura que vale la pena se tambalea hacia atrás. Deadlight combina impresionantes efectos visuales 2.5D de Shadow Complex, Limbo de los puzzles de plataformas gratificantes, y la atmósfera sombría de The Walking Dead resultante es potente» IGN también le dio una revisión positiva, otorgándole una puntuación de 8,5 sobre 10, con el comentario de Ryan McCaffrey elogiando la estética del juego: «En pocas palabras, su estética es preciosa, con un Randall silueteado en un primer plano oscuro corriendo por su vida delante de una monótona, silenciado, el desmoronamiento de Seattle. Varios de jugadas a balón parado de deadlight son tan impresionante que tuve que parar en realidad a admirarlos antes de pulsar en adelante grava de. Randall, actuación de voz determinado-todavía-pesimista también es loable, ya que es la banda sonora sombría.» Otra crítica positiva vino de Marty Silva de 1UP.com, quien lo graduó A-, la escritura del verano de Arcade ha entregado un título fantástico que se destaca mucho más que muchos de gran presupuesto, títulos AAA. al igual que un cadáver reanimado, zombi ficción no se está desvaneciendo en el corto plazo. Mientras que esto puede provocar un gemido de algunos, Deadlight demuestra que el omnipresente género aún tiene algo de vida en él. Francesca Reyes de la Revista Oficial de Xbox también quedó impresionado al convertirse 8,5 sobre 10, y decir que es una «frenética, los mareos, fiebre de cuatro a cinco horas».
Menos impresionado era de GameSpot Chris Watters, quien anotó que 6,5 sobre 10, criticando su linealidad: «En los tres o menos horas que se tarda en completar el juego, se siente menos como estás trekking a través de un mundo peligroso, y más como usted está actuando un guion. Visuales fascinantes de claraboya que sea divertido para interpretar el papel, pero 'll gustaría tener más líneas.» de Edge Nathan Brown anotó que 6 de cada 10, criticando a la naturaleza de algunos de los rompecabezas, y quejándose de que a veces, las exhibiciones de juego un caso frustrante de ensayo y error diseño que recuerda otro mundo más que a Limbo un número de carreras a través de las que el tiempo se desmorona o bajo el fuego entornos adolecen del mismo problema: engorrosos controles y la falta de resultado clara señalización en demasiadas muertes Evan Bourgault de Electronic Gaming Monthly lo anotó 6,2 sobre 10, escribiendo: Deadlight podría haber sido un juego mucho mejor si tuviera una historia más de pulpa de salida, un esquema de control que no fue frustrante, y un tiempo de reproducción más largo. Comienza fuera lo suficientemente prometedor, pero la maravilla de todo chillidos a su fin en su segunda mitad Martin Robinson de Eurogamer que anotó 7 de 10, y también fue crítico de la longitud del juego: «El mayor problema es la forma mecánica ligera esto es, que no hay carne suficiente para volver a, haciendo de este un asunto de una sola vez con un precio inflado que no encaja del entretenimiento como fugaz, Deadlight trabaja, su aplanamiento de una. premisa apocalíptica cansado haciendo lo suficiente para asegurarse de que se siente fresco. Es un digno sucesor de otras aventuras XBLA 2D, pero al final no se puede dejar de pensar que éste podría haber hecho con un poco más de profundidad.»

### Ventas
Para el 2016 el videojuego ya ha vendido más de 53,000 copias.